# Pigmentiphaga kullae
Pigmentiphaga kullae es una bacteria gramnegativa del género Pigmentiphaga. Fue descrita en el año 2001, es la especie tipo. Su etimología hace referencia al científico Hans G. Kulla. Es aerobia y móvil. Tiene un tamaño de 0,7-1,2 μm de ancho por 1,2-4 μm de largo. Forma colonias opacas, circulares, convexas y con márgenes enteros. Catalasa y oxidasa positivas. Temperatura de crecimiento óptima de 30 °C. Tiene un contenido de G+C de 68,5%. Se ha aislado de suelos contaminados por tintes.